# قله آنزاک
قله آنزاک (به انگلیسی: Anzac Peak) یک کوه در استرالیا است که در جزیره هرد و جزایر مک‌دونالد واقع شده‌است. قله آنزاک ۷۱۵ متر بالاتر از سطح دریا واقع شده‌است.